# 美國陸軍第31步兵團
美國陸軍第31步兵團（北極熊團）成立於1916年8月13日，在二戰期間是美國遠東軍司令菲律賓師的一部分。該團不同尋常之處，是它在美國本土以外地區成立並度過大部分時間。
該團是第三個獲得該稱號的團。第一個是為1812年戰爭而成立的，於1815年解散。第二個是1866年7月28日在美國南北戰爭後美國陸軍重組時由第13步兵團第3營創建的，在1869年的重組中與其姊妹團第22步兵團（也源於第13步兵團）合併。因為以前的第31步兵團的歷史由別的繼任單位傳承，所以現在的第31步兵團不繼承他們的歷史或榮譽。

## 历史

### 驻沪时期
「一二八」事變期間，中日軍隊進行了激烈的戰鬥。1932年2月1日，該團奉命前往中國上海，於2月4日抵達，支援海軍陸戰隊第4團和一支以英國為主的國際部隊，防衛上海公共租界。儘管上海的鄰近地區在事變中被摧毀，但上海公共租界仍然是安全的。危機過去後，該團於1932年7月6日抵達菲律賓。在上海的服務，使該團獲美國海軍部頒發長江服役獎章。該團軍官為了紀念這段歷史，捐獻了1600美元的銀幣，委託上海銀匠熔化銀幣製成一個潘趣酒碗和65個配套的杯子，稱為「上海碗」。1942年5月菲律賓美軍投降前，該團的士兵將其埋藏在科雷希多島，1945年戰後挖掘出來。它是該團典禮中的重要禮器。上海碗總是收藏在團部，1987年它首度被帶到美國本土。

### 佔領韓國、日本
該團於二戰後部署到韓國，隨著蘇聯在朝鮮半島撤軍，該團於1948年12月從韓國移防到日本。:142

### 韓戰

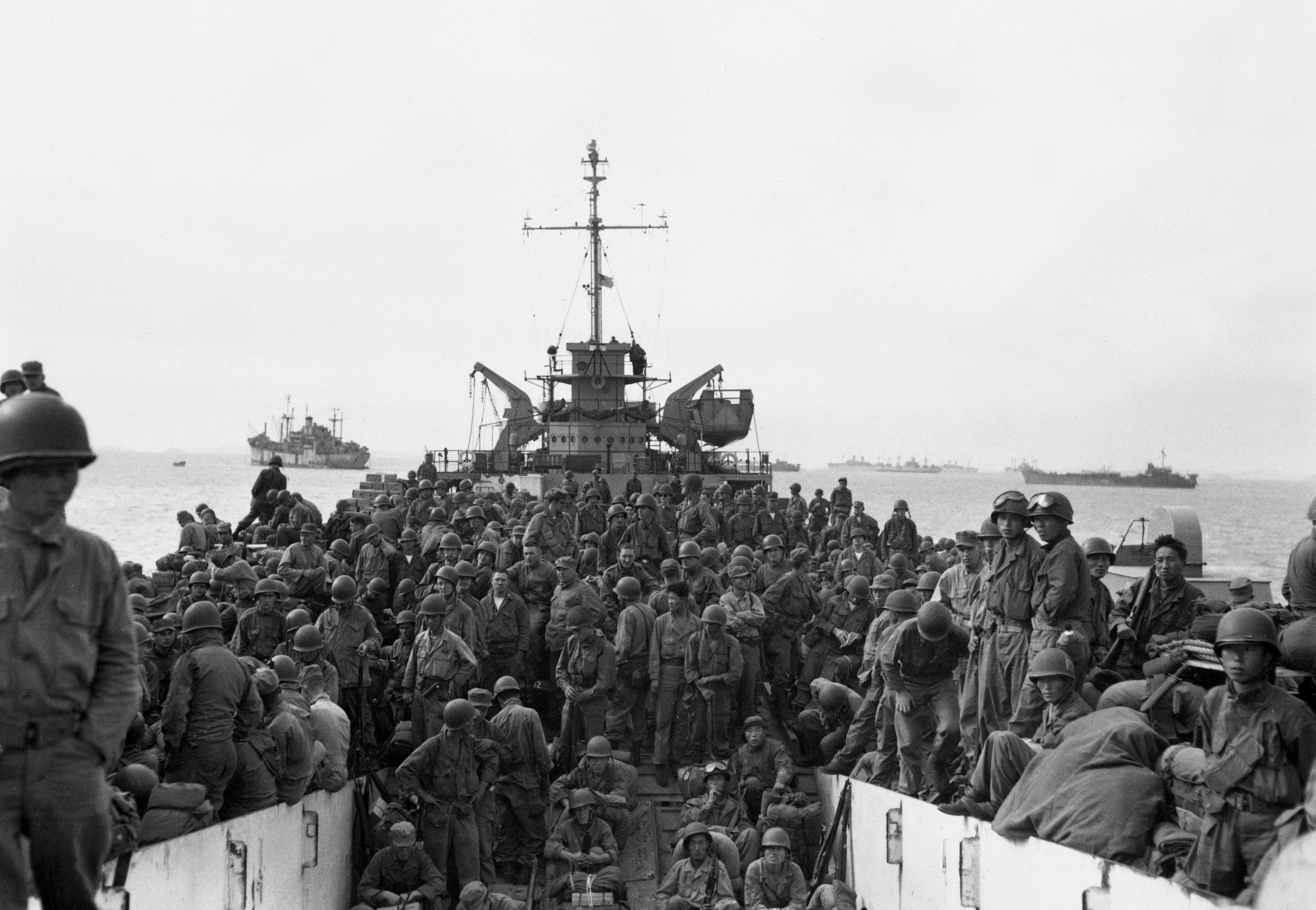
31團1950年9月18日搭乘戰車登陸艦登陸韓國仁川

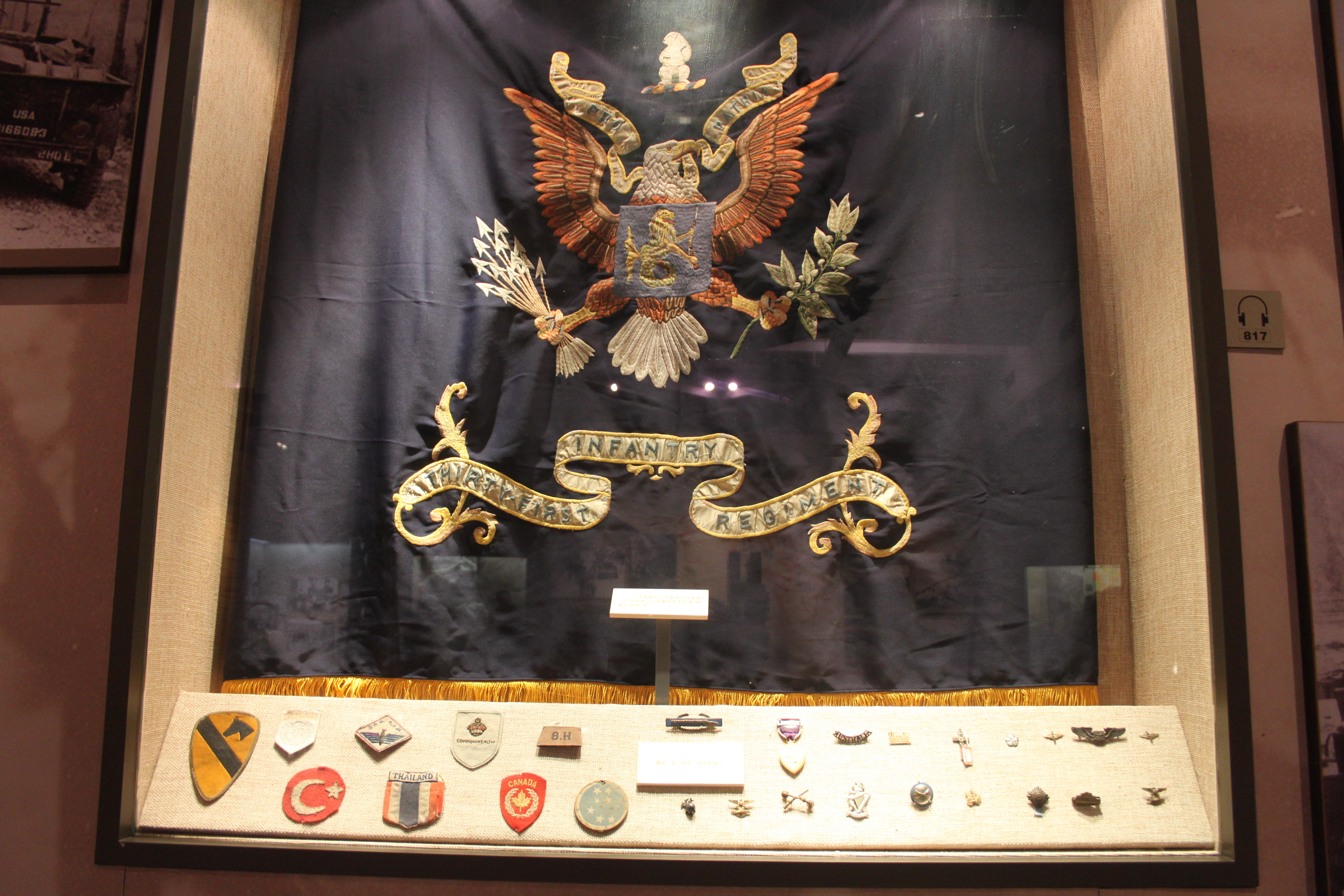
被志願軍繳獲的31團團旗

1950年6月韓戰爆發後，因為駐日美軍普遍缺人，本團只有兩個營，且因本團的上級單位第7步兵師負責防衛日本，7月份部署到韓國前線的三個師從第7師的三個團抽調人員，該師只剩574名軍官和8,200名士兵，不到其編制的一半。為了補充人員，8,307名剛入伍的附編韓軍編入該師，本團分配到1,857名韓軍，大約是該團兵力的一半。大多數附編韓軍沒有受過軍事訓練，也不會說英語，難以與美軍共同作戰。:153-154
長津湖戰役中，本團第3營和第32步兵團第1營，外加第7師師屬炮兵營的兩個炮兵連混編，組成第31团级作战队，接替美國海軍陸戰隊第1師在長津湖以東的陣地，該作戰隊被中國人民志願軍優勢兵力包圍擊潰，本團團長麥克萊恩上校負傷後失蹤，團旗被志願軍缴获。該作戰隊阻止了在長津湖西側的海軍陸戰隊第1師被志願軍分割殲滅，美國海軍因此授予本團第3營總統單位表彰。:424
本團在興南撤退後到釜山重整，參加了第三次战役。
韓裔金永玉於1951年4月被派至本團擔任情報官，8月升任第一營營長，成為美陸軍中少數族裔首位擔任戰場指揮官的營長。

### 駐防
韓戰戰後，本團一直留在韓國，直到1957年陸軍將所有步兵團重組為戰鬥群。本團第1戰鬥群隸屬第7步兵師，駐韓國。1958年，本團第2戰鬥群在阿拉巴馬州的魯克爾堡成立，本團史上首次在美國本土插上團旗。1964年，第2戰鬥群重組為本團第5營，1967年轉移到佐治亞州本寧堡，隸屬第197步兵旅。第5營於1971年在本寧堡解散。

### 越戰

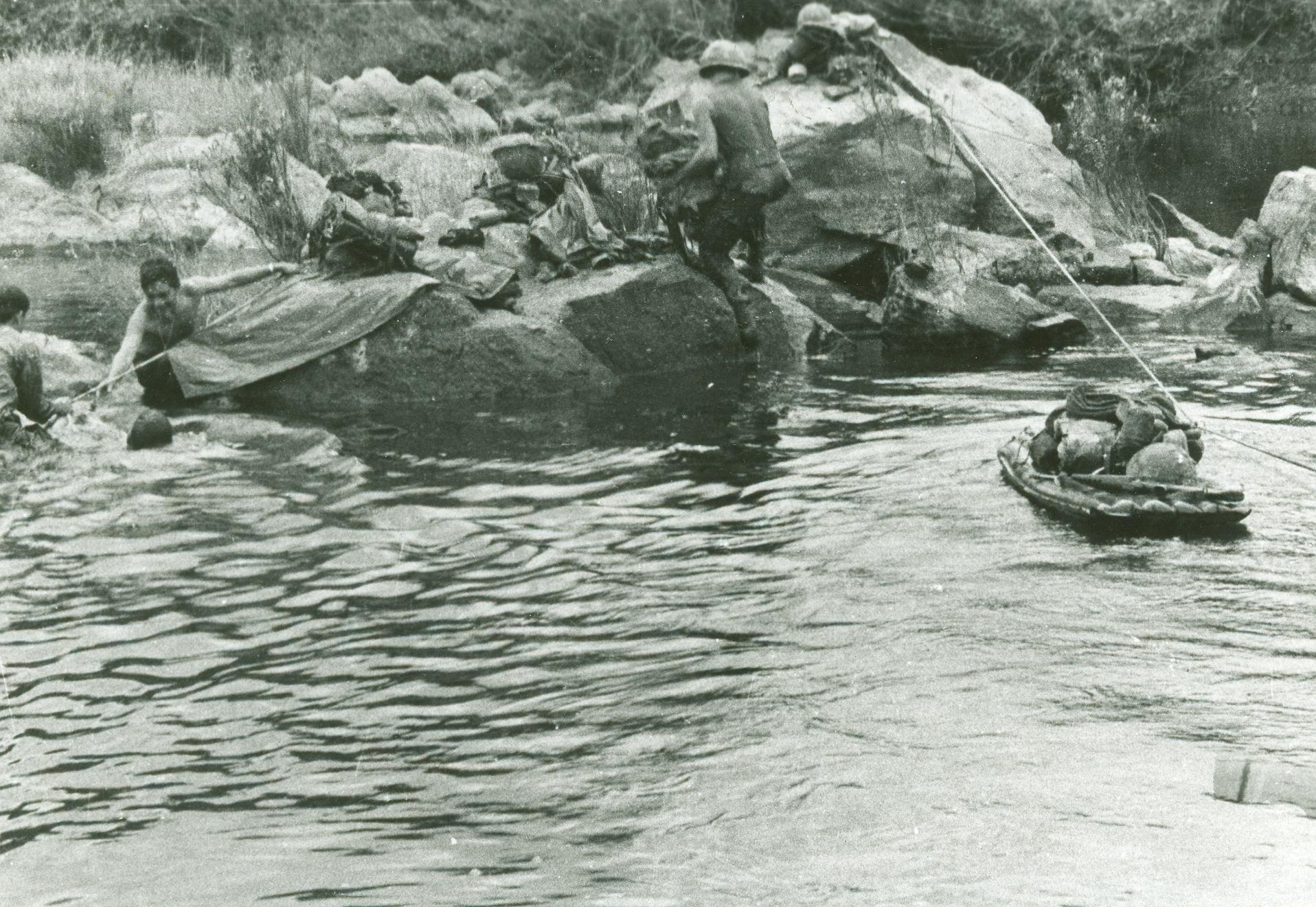
第4營在南越

本團第4營於1967年春前往南越，最初作為第196步兵旅下屬單位在D戰區和柬埔寨邊境附近的西寧市周圍活動。

## 外部連結
- Lineage And Honors Information （页面存档备份，存于）. 美國陸軍軍事歷史中心
- U.S. 31st Infantry Regiment in the Philippines and Shanghai in the 1930s （页面存档备份，存于）